# Aiguille de l'M
A Aiguille de l'M é um dos cumes do grupo conhecido por Aiguilles de Chamonix no Maciço do Monte Branco, em França. 
A agulha é citada nos n.º 18 e 46 das 100 mais belas corridas de montanha.

## Características
Além da via normal, ainda há a via Couzy +550 m (TD-/II/P3 ou 6c>5c) e a via Ménégaux +200 m  (TD+/II/P2 ou 3c>3b)
- Altitude mín./máx.: 2235m / 2844m
- Desnível: +600 m
- Desnível das dificuldades: 60 m
- Orientação principal: Sul
- Tempo de percurso: 1 dia
- Cotação global: PD
- Cotação livre: 3c > 3b
- Qualidade de equipamento local: P2

## Imagens
- Camp2Camp[ligação inativa]

### Imagem externa
Em «Zorgloob» o Glaciar de Talèfre e a localização da Aiguille Verte, Les Droites, Les Courtes,  Aiguille de Triolet, Aiguille de Talèfre, Aiguille de Leschaux, Dent du Géant, Tour Ronde, Monte Branco do Tacul, Aiguille du Midi, Aiguille du Plan, Aiguille du Grépon, e Aiguille de l'M.